# رولند کودلینگ
رولند کودلینگ (انگلیسی: Rowland Codling؛ 22 February 1880 – ۱۹۵۶ (۷۵−۷۶ سال)) بازیکن فوتبال بود.